# Siegfried Konieczny
Siegfried Konieczny (* 2. Juni 1959 in Gnoien; † 7. März 2019) war ein deutscher Politiker (SED, PDS, Die Linke) und war vom 1. Oktober 2008 bis 3. September 2011 Landrat des Landkreises Demmin.

## Leben
Siegfried Konieczny, dessen Eltern in der Landwirtschaft tätig waren, erlernte beim VEB Getreidewirtschaft in Demmin den Beruf des Wirtschaftskaufmanns und absolvierte später ein Studium zum Agraringenieurökonomen. Anschließend war er im Bereich Landjugend der FDJ tätig.
Nach der Wende war Konieczny kurzzeitig arbeitslos und nahm an einer Umschulungsmaßnahme im Bereich Tourismus teil. Anschließend war er Redakteur des Kreisanzeigers des Landkreises Demmin.
Konieczny wurde 1977 Mitglied der SED. Von 1990 bis 2008 war er Mitglied des Kreistags des Landkreises und Vorsitzender der Fraktion der PDS/Die Linke. Er kandidierte erfolglos zur Landtagswahl in Mecklenburg-Vorpommern 2006. Bis 2008 war er Mitglied der Stadtvertretung von Demmin.
Bei der Landratswahl im Landkreis Demmin setzte er sich in der Stichwahl am 1. Juni 2008 durch. Die Wahl zum ersten Landrat des neu geschaffenen Landkreises Mecklenburgische Seenplatte verlor er 2011 gegen Heiko Kärger (CDU). Nach der Wahl wurde er stellvertretender Landrat, bis er 2017 aus gesundheitlichen Gründen auf eine Verlängerung seiner Amtszeit verzichtete.
Konieczny war in zweiter Ehe verheiratet und lebte in Demmin.